# Словенија на Европском првенству у атлетици у дворани 2017.
Словенија је учествовала на 34. Европском првенству у дворани 2017 одржаном у Београду, Србија, од 3. до 5. марта. Ово је било дванаесто Европско првенство у дворани од 1994. године од када Словенија редовно учествује самостално под овим именом. Репрезентацију Словеније представљало је 6 спортиста (1 мушкарац и 5 жена) који су се такмичили у 6 дисциплина (1 мушка и 5 женских).
На овом првенству представници Словеније нису освојили ниједну медаљу. У табели успешности према броју и пласману такмичара који су учествовали у финалним такмичењима (првих 8 такмичара) Словенија је са 1 учесником у финалу заузела 36. место са 0,50 бодова, од 36 земље које су имале представнике у финалу. Укупно је учествовало 49 земаља.
| Пл. | Земља     | 1. место | 2. место | 3. место | 4. место | 5. место | 6. место | 7. место | 8. место | Бр. фин. Бод. |
| --- | --------- | -------- | -------- | -------- | -------- | -------- | -------- | -------- | -------- | ------------- |
| 36. | Словенија | –        | –        | –        | –        | –        | –        | -        | 1 – 0,50 | 1 - 0,50      |

## Учесници
| Мушкарци: - Лука Јанежич — 400 м | Жене: - Анита Хорват — 400 м - Маруша Черњул — Скок увис - Тина Шутеј — Скок мотком - Неја Флипич — Скок удаљ - Петра Корен — Троскок |  |

## Резултати

### Мушкарци
| Атлетичар    | Дисциплина | Лични рекорд | Квалификације   | Квалификације   | Полуфинале           | Полуфинале           | Финале               | Финале               | Детаљи |
| Атлетичар    | Дисциплина | Лични рекорд | Резултат        | Место           | Резултат             | Место                | Резултат             | Место                | Детаљи |
| ------------ | ---------- | ------------ | --------------- | --------------- | -------------------- | -------------------- | -------------------- | -------------------- | ------ |
| Лука Јанежић | 400 м      | 46,32 НР     | Дисквалификован | Дисквалификован | Није се квалификовао | Није се квалификовао | Није се квалификовао | Није се квалификовао |        |

### Жене
| Атлетичарка   | Дисциплина  | Лични рекорд | Квалификације | Квалификације | Полуфинале            | Полуфинале            | Финале                | Финале       | Детаљи |
| Атлетичарка   | Дисциплина  | Лични рекорд | Резултат      | Место         | Резултат              | Место                 | Резултат              | Место        | Детаљи |
| ------------- | ----------- | ------------ | ------------- | ------------- | --------------------- | --------------------- | --------------------- | ------------ | ------ |
| Анита Хорват  | 400 м       | 53,27        | 54,65         | 4. у гр. 2    | Није се квалификовала | Није се квалификовала | Није се квалификовала | 24 / 29 (31) |        |
| Маруша Черњул | скок увис   | 1,90         | 1,86          | 9.            |                       |                       | Није се квалификовала | 9 / 21       |        |
| Тина Шутеј    | скок мотком | 4,71 НР      |               |               |                       |                       | 4,40                  | 8 / 13       |        |
| Пера Корен    | троскок     | 13,56        | 13,26         | 17.           |                       |                       | Није се квалификовала | 17 / 18      |        |